# Finais do Novo Basquete Brasil
As Finais do NBB são disputadas, atualmente, em melhor de cinco partidas. Porém, já houve anos em que foram disputadas em melhor de 3, e até em partida única.
Abaixo é apresentada a lista com todas as finais:

## Finais do NBB
| Temporada | Campeão        | Vice-campeão      | Resultado | MVP das Finais                     | TT |
| --------- | -------------- | ----------------- | --------- | ---------------------------------- | -- |
| 2008-09   | Flamengo       | Lobos Brasília    | 3–2       | -                                  | 15 |
| 2009–10   | Lobos Brasília | Flamengo          | 3–2       | -                                  | 14 |
| 2010–11   | Lobos Brasília | Franca            | 3–1       | Guilherme Giovannoni, Brasília     | 15 |
| 2011–12   | Lobos Brasília | São José          | 1–0       | Guilherme Giovannoni, Brasília (2) | 15 |
| 2012–13   | Flamengo       | Unitri/Uberlândia | 1–0       | Caio Torres, Flamengo              | 18 |
| 2013–14   | Flamengo       | Paulistano        | 1–0       | Jerome Meyinsse, Flamengo          | 17 |
| 2014–15   | Flamengo       | Bauru             | 2–0       | Nicolás Laprovittola, Flamengo     | 16 |
| 2015–16   | Flamengo       | Bauru             | 3–2       | Olivinha, Flamengo                 | 15 |
| 2016–17   | Bauru          | Paulistano        | 3–2       | Alex Garcia, Bauru                 | 15 |
| 2017–18   | Paulistano     | Mogi das Cruzes   | 3–1       | Guilherme Hubner, Paulistano       | 15 |

Notas
1. 'TT' (Totalidade de times) mostra a quantidade de times que participaram da temporada.

### Resultados das Partidas Finais
| Temporada | Fórmula     | Time 1*        | Séries | Time 2            | 1º Jogo | 2º Jogo | 3º Jogo | 4º Jogo | 5º Jogo |
| --------- | ----------- | -------------- | ------ | ----------------- | ------- | ------- | ------- | ------- | ------- |
| 2008-09   | Melhor de 5 | Flamengo       | 3–2    | Lobos Brasília    | 81-74   | 71-81   | 99-78   | 78-82   | 76-68   |
| 2009–10   | Melhor de 5 | Lobos Brasília | 3–2    | Flamengo          | 84-88   | 93-90   | 85-84   | 74-94   | 76-74   |
| 2010–11   | Melhor de 5 | Franca         | 1–3    | Lobos Brasília    | 72-92   | 75-80   | 93-92   | 68-77   | –       |
| 2011–12   | Jogo Único  | São José       | 0–1    | Lobos Brasília    | 62-78   | –       | –       | –       | –       |
| 2012–13   | Jogo Único  | Flamengo       | 1–0    | Unitri/Uberlândia | 77-70   | –       | –       | –       | –       |
| 2013–14   | Jogo Único  | Flamengo       | 1–0    | Paulistano        | 78-73   | –       | –       | –       | –       |
| 2014–15   | Melhor de 3 | Bauru          | 0–2    | Flamengo          | 69–91   | 67–77   | –       | –       | –       |
| 2015–16   | Melhor de 5 | Flamengo       | 3–2    | Bauru             | 83–77   | 80–85   | 89–84   | 81–94   | 100–66  |

- Nota - * = Time de melhor campanha na fase de classificação. Por isso, teve a vantagem de fazer a partida decisiva em casa.

### Aparições nas finais
| Num | Time              | V | D |
| --- | ----------------- | - | - |
| 6   | Flamengo          | 5 | 1 |
| 4   | Lobos Brasília    | 3 | 1 |
| 2   | Bauru             | 0 | 2 |
| 1   | Franca            | 0 | 1 |
| 1   | Paulistano        | 0 | 1 |
| 1   | São José          | 0 | 1 |
| 1   | Unitri/Uberlândia | 0 | 1 |

## Recordes e Estatísticas
- Na temporada 2015-16, o Flamengo venceu a 5a e dicisiva partida contra o Bauru por 100 a 66. Estes 34 pontos de diferença representam a maior diferença de pontos em qualquer partida de final da história do NBB.[2]